# Otrera
Otrera o Otrere (in greco antico: Ὀτρήρη?, Otrḕrē) è un personaggio della mitologia greca. Fu la prima regina delle Amazzoni.

## Genealogia
Figlia o sposa di Ares fu la madre di Ippolita e di Pentesilea.

## Mitologia
Otrera a volte è considerata come la mitologica fondatrice del Tempio di Artemide ad Efeso anche se secondo Pausania il Periegeta i fondatori sarebbero diversi.
Probabilmente è anche l'amazzone uccisa in Licia da Bellerofonte.